# Rivalidad futbolística entre Alemania y Argentina
Las rivalidad futbolística entre Alemania y Argentina es el enfrentamiento de las selecciones de fútbol de Argentina y Alemania quienes se han enfrentado 23 veces entre sí, con diez victorias para Argentina, siete para Alemania y seis empates. Los enfrentamientos en mundiales fueron en siete ocasiones, con cuatro victorias alemanas, dos empates y una sola victoria de los argentinos.
Como particularidad, cabe resaltar que estas dos selecciones se enfrentaron en tres finales de la Copa del Mundo, con un saldo de dos victorias alemanas (en Italia 1990 y en Brasil 2014) y una argentina (en México 1986), siendo éste el enfrentamiento por finales que más veces se repitió en la historia de la Copa Mundial de fútbol.

## Enfrentamientos entre selecciones mayores
Actualizado al 7 de julio de 2022.
| #  | Fecha                    | País           | Ciudad             | Estadio                             | Competición                        | Local   | Bandera de Argentina | Resultado     | Bandera de Alemania | Goles (Arg)                                                                            | Goles (Ale)                                                       | Instancia                  |
| -- | ------------------------ | -------------- | ------------------ | ----------------------------------- | ---------------------------------- | ------- | -------------------- | ------------- | ------------------- | -------------------------------------------------------------------------------------- | ----------------------------------------------------------------- | -------------------------- |
| 1  | 8 de junio de 1958       | Suecia         | Malmö              | Estadio de Malmö                    | Copa Mundial de Fútbol 1958        | NEUTRAL | Argentina            | 1-3           | Alemania            | Orestes Omar Corbatta (2')                                                             | Helmut Rahn (32', 79'), Uwe Seeler (40')                          | Primera fase (Partido 1)   |
| 2  | 16 de julio de 1966      | Inglaterra     | Birmingham         | Villa Park                          | Copa Mundial de Fútbol 1966        | NEUTRAL | Argentina            | 0-0           | Alemania            |                                                                                        |                                                                   | Fase de grupos (Partido 2) |
| 3  | 14 de febrero de 1973    | Alemania       | Múnich             | Olympiastadion München              | Amistoso                           | ALE     | Argentina            | 3-2           | Alemania            | Jorge Ghiso (4'), Norberto Alonso ('14), Miguel Ángel Brindisi('67)                    | Jupp Heynckes (78'), Bernd Cullmann ('89)                         | Partido único              |
| 4  | 5 de junio de 1977       | Argentina      | Buenos Aires       | Monumental Antonio Vespucio Liberti | Amistoso                           | ARG     | Argentina            | 1-3           | Alemania            | Daniel Pasarella ('73)                                                                 | Klaus Fischer ('8,'66) Bernd Hölzenbein ('70)                     | Partido único              |
| 5  | 12 de agosto de 1979     | Alemania       | Berlín             | Olympiastadion Berlin               | Amistoso                           | ALE     | Argentina            | 1-2           | Alemania            | José Castro ('84)                                                                      | Klaus Allofs ('47) Karl-Heinz Rummenigge ('58)                    | Partido único              |
| 6  | 1 de enero de 1981       | Uruguay        | Montevideo         | Estadio Centenario                  | Copa de Oro de Campeones Mundiales | NEUTRAL | Argentina            | 2-1           | Alemania            | Manfred Kaltz ('85 e. c.) Ramón Díaz ('88)                                             | Horst Hrubesch ('41)                                              | Primera fase (Partido 1)   |
| 7  | 24 de marzo de 1982      | Argentina      | Buenos Aires       | Monumental Antonio Vespucio Liberti | Amistoso                           | ARG     | Argentina            | 1-1           | Alemania            | Gabriel Calderón ('67)                                                                 | Wolfgang Dremmler ('33)                                           | Partido único              |
| 8  | 12 de septiembre de 1984 | Alemania       | Düsseldorf         | Rheinstadion                        | Amistoso                           | ALE     | Argentina            | 3-1           | Alemania            | José Daniel Ponce ('5, '36), Jorge Burruchaga ('58)                                    | Ditmar Jakobs ('78)                                               | Partido único              |
| 9  | 29 de junio de 1986      | México         | Ciudad de México   | Estadio Azteca                      | Copa Mundial de Fútbol 1986        | NEUTRAL | Argentina            | 3-2           | Alemania            | José Luis Brown ('21) Jorge Valdano ('55) Jorge Burruchaga ('84)                       | Karl-Heinz Rummenigge ('73), Rudi Völler ('81)                    | Final                      |
| 10 | 16 de diciembre de 1987  | Argentina      | Buenos Aires       | Estadio José Amalfitani             | Amistoso                           | ARG     | Argentina            | 1-0           | Alemania            | Jorge Burruchaga ('55)                                                                 |                                                                   | Partido único              |
| 11 | 2 de abril de 1988       | Alemania       | Berlín             | Olympiastadion Berlín               | Copa de las Cuatro Naciones        | ALE     | Argentina            | 0-1           | Alemania            |                                                                                        | Lothar Matthäus ('30)                                             | Tercer puesto              |
| 12 | 8 de julio de 1990       | Italia         | Roma               | Estadio Olímpico de Roma            | Copa Mundial de Fútbol de 1990     | NEUTRAL | Argentina            | 0-1           | Alemania            |                                                                                        | Andreas Brehme ('85)                                              | Final                      |
| 13 | 15 de diciembre de 1993  | Estados Unidos | Miami              | Orange Bowl Stadium                 | Amistoso                           | NEUTRAL | Argentina            | 2-1           | Alemania            | Hernán Díaz ('5) Abel Balbo ('65)                                                      | Andreas Möller ('9)                                               | Partido único              |
| 14 | 17 de abril de 2002      | Alemania       | Stuttgart          | Gottlieb-Daimler-Stadion            | Amistoso                           | ALE     | Argentina            | 1-0           | Alemania            | Juan Pablo Sorín ('48)                                                                 |                                                                   | Partido único              |
| 15 | 9 de febrero de 2005     | Alemania       | Düsseldorf         | LTU arena                           | Amistoso                           | ALE     | Argentina            | 2-2           | Alemania            | Hernán Crespo ('40,'81)                                                                | Torsten Frings ('28) Kevin Kuranyi ('45)                          | Partido único              |
| 16 | 21 de junio de 2005      | Alemania       | Núremberg          | Frankenstadion                      | Copa Confederaciones 2005          | ALE     | Argentina            | 2-2           | Alemania            | Román Riquelme ('32) Esteban Cambiasso ('74)                                           |                                                                   | Partido único              |
| 17 | 30 de junio de 2006      | Alemania       | Berlín             | Olympiastadion                      | Copa Mundial de Fútbol 2006        | ALE     | Argentina            | 1-1 (2-4) (a) | Alemania            | Roberto Ayala (49')                                                                    | Miroslav Klose (80')                                              | Cuartos de final           |
| 18 | 3 de marzo de 2010       | Alemania       | Múnich             | Allianz Arena                       | Amistoso                           | ALE     | Argentina            | 1-0           | Alemania            | Gonzalo Higuaín ('45)                                                                  |                                                                   | Partido único              |
| 19 | 3 de julio de 2010       | Sudáfrica      | Cape Town          | Cape Town Stadium                   | Copa Mundial de Fútbol 2010        | NEUTRAL | Argentina            | 0-4           | Alemania            |                                                                                        | Thomas Müller (2') Miroslav Klose (67', 88') Arne Friedrich (73') | Cuartos de final           |
| 20 | 15 de agosto de 2012     | Alemania       | Fráncfort del Meno | Deutsche Bank Park                  | Amistoso                           | ALE     | Argentina            | 3-1           | Alemania            | Sami Khedira (45+1' e. c. ) Lionel Messi (52') Ángel Di María (73')                    | Benedikt Höwedes (81')                                            | Partido único              |
| 21 | 13 de julio de 2014      | Brasil         | Río De Janeiro     | Maracaná                            | Copa Mundial de Fútbol 2014        | NEUTRAL | Argentina            | 0-1           | Alemania            |                                                                                        | Mario Götze (113')                                                | Final                      |
| 22 | 30 de septiembre de 2014 | Alemania       | Düsseldorf         | ESPRIT arena                        | Amistoso                           | ALE     | Argentina            | 4-2           | Alemania            | Sergio Agüero ('21), Erik Lamela ('40), Federico Fernández ('47), Ángel Di María ('50) | André Schürrle ('52), Mario Götze ('78)                           | Partido único              |
| 23 | 9 de octubre de 2019     | Alemania       | Dortmund           | Westfalenstadion                    | Amistoso                           | ALE     | Argentina            | 2-2           | Alemania            | Lucas Alario ('66), Lucas Ocampos ('85)                                                | Serge Gnabry ('16), Kai Havertz ('22)                             | Partido único              |

(t.s.) = Tiempo suplementario; (e.c.) = Gol en contra; (p.) = Gol de penal.
(a) Tras empatar 1-1, y no haber goles en el tiempo suplementario, se definió por penales. Alemania ganó 4 a 2. Patearon por Argentina: Julio Ricardo Cruz, Roberto Ayala (fallado), Maximiliano Rodriguez, Esteban Cambiasso (fallado). Patearon por Alemania: Oliver Neuville, Michael Ballack, Lukas Podolski, Tim Borowski (todos convertidos).

## Historial

### Encuentros totales de selección
- Actualizado al 9 de octubre de 2019 (Datos según FIFA).[3]

| P.J. | Ganó Arg. | P.E. | Ganó Ale. | G.ARG | G.ALE |
| ---- | --------- | ---- | --------- | ----- | ----- |
| 23   | 10        | 6    | 7         | 34    | 33    |

### Enfrentamientos en Mundiales
| Campeonato      | Fecha               | Resultado       | Instancia        |
| --------------- | ------------------- | --------------- | ---------------- |
| Suecia 1958     | 8 de junio de 1958  | 1-3 (1-2)       | Primera fase     |
| Inglaterra 1966 | 16 de julio de 1966 | 0-0             | Primera fase     |
| México 1986     | 29 de junio de 1986 | 2-3 (0-1)       | Final            |
| Italia 1990     | 8 de julio de 1990  | 0-1 (0-0)       | Final            |
| Alemania 2006   | 30 de junio de 2006 | 1-1 (0-0) (4-2) | Cuartos de final |
| Sudáfrica 2010  | 3 de julio de 2010  | 0-4 (0-1)       | Cuartos de final |
| Brasil 2014     | 13 de julio de 2014 | 1-0 (0-0)       | Final            |

### Goleadores
- Actualizado al 30 de junio de 2022

| Goles   | Alemania | Argentina |
| ------- | --- | --- |
| 3 goles | Miroslav Klose | Jorge Burruchaga |
| 2 goles | Helmut Rahn, Karl-Heinz Rummenigge, Kevin Kurányi, Klaus Fischer, Mario Götze, | Ángel Di María, Hernán Crespo, José Ponce |
| 1 gol   | André Schürrle, Andreas Brehme, Andreas Möller, Arne Friedrich, Benedikt Höwedes, Bernd Hölzenbein, Bernhard Cullmann, Ditmar Jakobs, Gerald Asamoah, Horst Hrubesch, Jupp Heynckes, Kai Havertz, Klaus Allofs, Lothar Matthäus, Rudi Völler, Serge Gnabry,Thomas Müller, Torsten Frings, Uwe Seeler, Wolfgang Dremmler | Abel Balbo, Daniel Passarella, Erik Lamela, Esteban Cambiasso, Federico Fernández, Gabriel Calderón, Gonzalo Higuaín, Hernán Díaz, Jorge Ghiso, Jorge Valdano, José Castro, José Brown, Juan Pablo Sorín, Juan Román Riquelme, Lionel Messi, Lucas Alario,Lucas Ocampos, Miguel Brindisi, Norberto Alonso, Orestes Corbatta, Ramón Díaz, Roberto Ayala, Sergio Agüero |
| Total   | 33 | 34 |

## Comparación de títulos organizados por FIFA en selecciones mayores

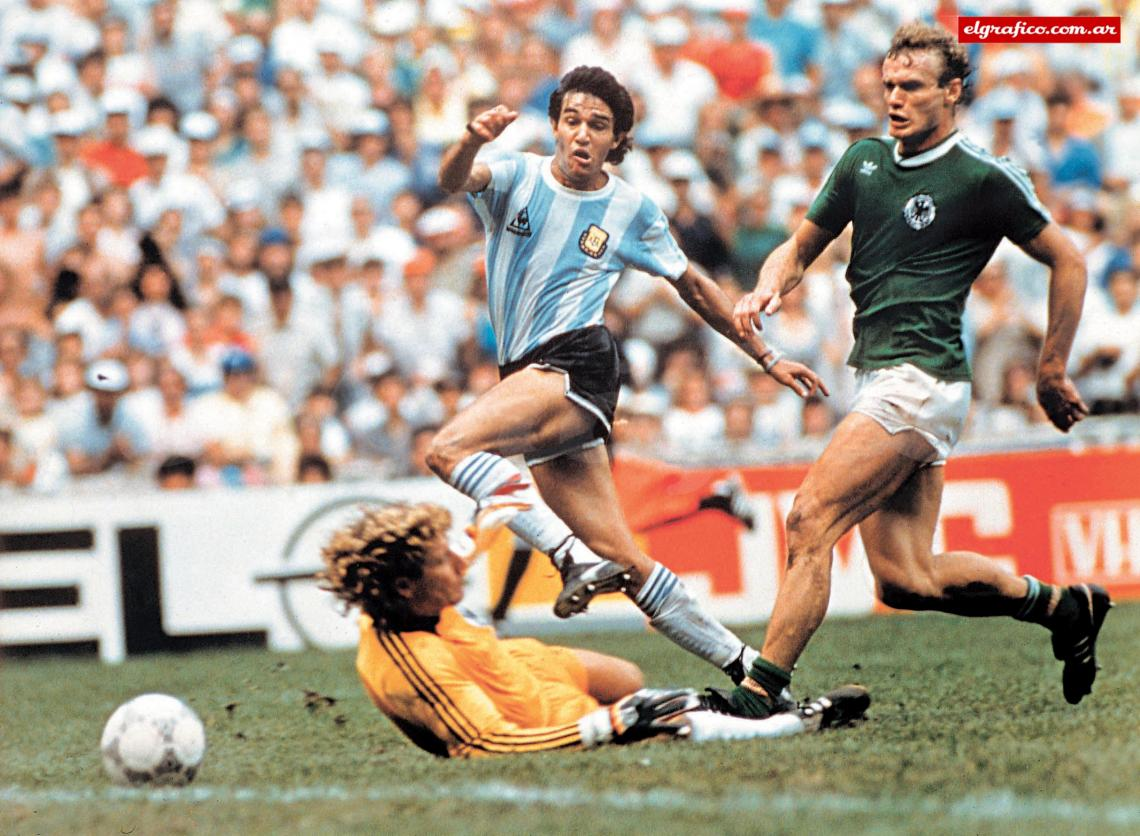
Jorge Burruchaga anota el tercer gol de Argentina contra Alemania en la final de la Copa Mundial de 1986.

A continuación se listan solo los torneos organizados por FIFA. Se excluyen de la lista los torneos continentales propios de cada confederación, debido a que -por una cuestión geográfica- ambas selecciones pertenecen a diferentes asociaciones continentales. Sí se incluye la Copa Artemio Franchi, la cual es un título oficial intercontinental organizado por UEFA y Conmebol en conjunto por lo que también se la conocía como campeonato Intercontinental de selecciones.
| Competición                     | Alemania | Argentina |
| ------------------------------- | -------- | --------- |
| Mundial de Fútbol               | 4        | 3         |
| Copa FIFA Confederaciones       | 1        | 1         |
| Copa de Campeones Conmebol-UEFA | 0        | 2         |
| Totales                         | 5        | 6         |

## Comparación de títulos organizados por FIFA en selecciones olímpicas y juveniles
Se toman en cuenta los títulos de selecciones olímpicas (sub-23 con el agregado de hasta 3 futbolistas mayores de esa edad) y de selecciones juveniles. A su vez, en el caso de Alemania, se tienen en cuenta los títulos conseguidos tanto por Alemania Federal como por Alemania Oriental en los años en que aquel país estuvo dividido en dos.
| Competición                   | Alemania | Argentina |
| ----------------------------- | -------- | --------- |
| Medallas de Oro Olímpicas     | 1        | 2         |
| Copa Mundial de Fútbol Sub-20 | 1        | 6         |
| Copa Mundial de Fútbol Sub-17 | 1        | 0         |
| Totales                       | 3        | 8         |

## Total de títulos organizados por la FIFA

### Tabla comparativa
| Competición      | Alemania | Argentina |
| ---------------- | -------- | --------- |
| Total de títulos | 7        | 14        |

## Finales entre Selecciones
| Campeón          | Resultado | Subcampeón       | Torneo                         |
| ---------------- | --------- | ---------------- | ------------------------------ |
| Argentina        | 3–2       | Alemania Federal | Copa Mundial de Fútbol de 1986 |
| Alemania Federal | 1–0       | Argentina        | Copa Mundial de Fútbol de 1990 |
| Alemania         | 1-0       | Argentina        | Copa Mundial de Fútbol de 2014 |

| Finales entre selecciones | Argentina | Alemania |
| ------------------------- | --------- | -------- |
| Finales ganadas           | 1         | 2        |
| Totales                   | 1         | 2        |

## Finales entre clubes
| Campeón          | Resultado | Subcampeón               | Torneo                     |
| ---------------- | --------- | ------------------------ | -------------------------- |
| Boca Juniors     | 2–2 3–0   | Borussia Mönchengladbach | Copa Intercontinental 1977 |
| Bayern de Múnich | 1–0       | Boca Juniors             | Copa Intercontinental 2001 |

| Finales entre clubes | Clubes Argentinos | Clubes Alemanes |
| -------------------- | ----------------- | --------------- |
| Finales ganadas      | 1                 | 1               |
| Totales              | 1                 | 1               |